# Санет-і-Негральс
Санет-і-Негральс, Санет-і-елс-Негралс (ісп. Sanet y Negrals (офіційна назва), валенс. Sanet i els Negrals) — муніципалітет в Іспанії, у складі автономної спільноти Валенсія, у провінції Аліканте. Населення — 737 осіб (2023).

## Географія
Муніципалітет розташований на відстані близько 360 км на південний схід від Мадрида, 65 км на північний схід від Аліканте.

## Демографія
Динаміка населення (INE ):

## Галерея зображень

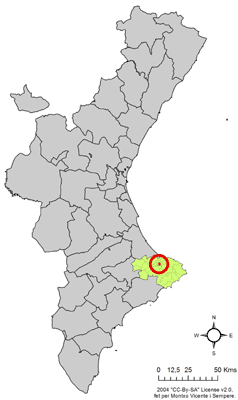
Розташування муніципалітету Санет-і-Негральс у автономній спільноті Валенсія
Розташування муніципалітету Санет-і-Негральс у комарці Маріна-Альта